# Кара-Кущи
Кара́-Кущи́ (укр. Кара-Кущи, крымскотат. Qara Quşçı, Къара Къушчы) — исчезнувшее село в Сакском районе Республики Крым (согласно административно-территориальному делению Украины — Автономной Республики Крым), располагавшееся на северо-востоке района, в степной части Крыма, примерно в 3 километрах северо-западнее современного села Трудовое.

## История
Первое документальное упоминание села встречается в Камеральном Описании Крыма… 1784 года, судя по которому, в последний период Крымского ханства Каракосчи входил в Каракуртский кадылык Бахчисарайского каймаканства.
После присоединения Крыма к России (8) 19 апреля 1783 года, (8) 19 февраля 1784 года, именным указом Екатерины II сенату, на территории бывшего Крымского Ханства была образована Таврическая область и деревня была приписана к Евпаторийскому уезду. После Павловских реформ, с 1796 по 1802 год, входила в Акмечетский уезд Новороссийской губернии. По новому административному делению, после создания 8 (20) октября 1802 года Таврической губернии, Кара-Кущи был включён в состав Тулатской волости Евпаторийского уезда.
По Ведомости о волостях и селениях, в Евпаторийском уезде с показанием числа дворов и душ… от 19 апреля 1806 года в деревне Кара-Кущы числилось 5 дворов и 37 крымских татар. На военно-топографической карте генерал-майора Мухина 1817 года деревня Каракущи обозначена с 5 дворами. После реформы волостного деления 1829 года Кара Кущу, согласно «Ведомости о казённых волостях Таврической губернии 1829 года» включили в состав Темешской волости (переименованной из Тулатской). На карте 1836 года в деревне 6 дворов. Затем, видимо, вследствие эмиграции крымских татар в Турцию, деревня опустела и на карте 1842 года Каракущи обозначен условным знаком «малая деревня», то есть, менее 5 дворов.
В 1860-х годах, после земской реформы Александра II, деревню приписали к Абузларской волости. Согласно «Памятной книжке Таврической губернии за 1867 год», деревня Кара-Кущи была покинута жителями в 1860—1864 годах, в результате эмиграции крымских татар, особенно массовой после Крымской войны 1853—1856 годов, в Турцию и лежала в развалинах.
Вновь в имеющихся документах Кара-Кущи встречаются в Памятной книжка Таврической губернии на 1892 год, согласно которой в деревне, входившей в Биюк-Токсабинский участок, числилось 5 жителей в 1 домохозяйстве. Видимо, это была попытка возродить деревню, окончившаяся неудачей, поскольку в дальнейшем в доступных источниках название не встречается.